# Andrzej Manuski
Andrzej Manuski (ur. 26 listopada 1946 w Warszawie) – polski inżynier, działacz i dziennikarz polonijny w Kanadzie. Wydawca i redaktor naczelny kanadyjskiego czasopisma polonijnego "Takie Życie".

## Życiorys
Ukończył szkołę drużynowych Związku Harcerstwa Polskiego (prowadził drużynę harcerską im. Kazimierza Puławskiego w szkole podstawowej nr 40 w Warszawie przy ul. Hożej). W latach 50. był też tancerzem Zespołu Pieśni i Tańca „Dzieci Warszawy”. Turystycznie i wyczynowo uprawiał kolarstwo.
Studia ukończył na Wydziale Inżynierii Sanitarnej i Wodnej Politechniki Warszawskiej w zakresie inżynierii środowiska o specjalności urządzenia cieplne, zdrowotne i ochrony powietrza. Ukończył także dwuletnie studia podyplomowe handlu zagranicznego dla inżynierów w warszawskiej Szkole Głównej Planowania i Statystyki. Za granicą studiował na kanadyjskim Uniwersytecie Kolumbii Brytyjskiej (UBC) oraz na dwóch uniwersytetach amerykańskich: na Florydzie (The University of WOW – Miami) i w Kalifornii (Princess Academy – Santa Clarita).
Po studiach na Politechnice kierował pracownią projektowania modelowego w warszawskim Energoprojekcie (1967–1979) projektując szereg elektrowni na terenie Polski, Jugosławii, Indii, Iraku i Grecji. Następnie, w latach 1979–1985 i 1987–1988, był specjalistą do spraw ofertowych w Megadex Warszawa. Pracował także w Turcji, Indiach i w wielu innych krajach Europy i Azji. Jest autorem szeregu prac studialnych z dziedziny projektowania. Posiada patent na przyrząd do przeliczania jednostek miar.
W sierpniu 1990 osiedlił się w Kanadzie, gdzie pracował jako pośrednik handlu nieruchomościami i agent biura podróży oraz jako wiceprzewodniczący organizacji charytatywnej AmberHeart Breast Cancer Foundation for Poland.
W Kanadzie zaczął współpracę z polskojęzycznymi wydawnictwami polonijnymi, takimi jak: „Dziennik Polski” (1990–1991), „Pacyfik” (1992) oraz „Gazeta Informacyjna” (1994–1995).
Od 16 września 1995 roku do 27 czerwca 2016 był wydawcą i redaktorem naczelnym tygodnika (następnie dwutygodnika) społeczno-kulturalnego Polonii zachodniej Kanady "Takie Życie", które 3 maja 2015 obchodziło swoje dwudziestolecie. W 2001 roku wziął udział, na zaproszenie organizatorów, w IX Światowym Forum Dziennikarzy Polonijnych. W 2002 roku został członkiem Stowarzyszenia Dziennikarzy Rzeczypospolitej Polskiej.
Jego hobby jest podróżowanie. Jest żonaty z Marią, z którą ma córkę Monikę.
Został odznaczony Krzyżem Kawalerskim Orderu Zasługi Rzeczypospolitej Polskiej (2015) za wybitne zasługi w działalności polonijnej, za promowanie polskiej kultury oraz za osiągnięcia w pracy dziennikarskiej.